# بيع وإعادة استئجار
البيع وإعادة الاستئجار 
يعد هذا المصطلح شكلاً من أشكال المعاملة بضمان عقار والتي تشتمل على البيع السريع لمسكن مستأجر مملوك لصاحب الأرض أو الشركة واستئجاره من المالك الجديد.

## البيع وإعادة الاستئجار في المملكة المتحدة
في المملكة المتحدة، يتم بيع المسكن وإعادة استئجاره من المالك السابق عادةً، ولكن ليس دائمًا، بناءً على إيجار مؤمن قصير الأمن.
عادةً ما يكون سعر الشراء أقل من القيمة السوقية.

## مميزات هذا النظام
يمكن الحصول على قيمة بيع العقار في وقت أقصر من ذلك المطلوب
للبيع المعد للسكن (أي بلا تسلسل). بالإضافة إلى ذلك، يلغي خيار إعادة الاستئجار الحاجة إلى نقل ملكية المنزل.

## عيوب هذا النظام
تكمن سلبيات هذا النظام في أنه في نظام إعادة الاستئجار يتم توفير إيجار بحيازة محدودة للعقار في بعض الأحيان، تصل في في بعض الحالات من 6 إلى 12 شهرًا، يحق للمالك بعد ذلك امتلاك العقار بعد تقديم إخطار قبل ذلك بشهرين اثنين فقط. بالإضافة إلى ذلك، قد تؤدي عملية إعادة التمويل اللاحقة إلى تحكم مالك جديد العقار، مما يؤكد
على الريبة في عملية الاستئجار.
تضخم السوق المعتمد على هذا الخيار في السنوات الأخيرة، ولكن
أصبح انفتاح الشركات وطول مدة بقائها موضع شك. 
بالإضافة إلى قصر مدة الاستئجار، فإن مستقبل الاستئجار بهذا النظام ما يزال مجهولاً.
تقوم هذه الشركات بعمل دعاية في بعض وسائل الإعلام على أنها شركات رهن عقاري، مدعمة ذلك  
بعمليات إسقاط لكتيبات دعاية من الباب للباب.
يتم تنظيم هذه الطريقة الآن بواسطة هيئة الخدمات المالية بالمملكة المتحدة. تم تقديم التنظيم الداخلي في الأول من يوليو لعام 2009. وتم تقديم التنظيم الكامل في الأول من يوليو لعام 2010.